# Miostauropus caerulescens
Miostauropus caerulescens är en fjärilsart som beskrevs av Sergius G. Kiriakoff 1963. Miostauropus caerulescens ingår i släktet Miostauropus och familjen tandspinnare. Inga underarter finns listade i Catalogue of Life.